# Wspólnota administracyjna Hechingen
Wspólnota administracyjna Hechingen – wspólnota administracyjna (niem. Vereinbarte Verwaltungsgemeinschaft) w Niemczech, w kraju związkowym Badenia-Wirtembergia, w rejencji Tybinga, w regionie Neckar-Alb, w powiecie Zollernalb. Siedziba wspólnoty znajduje się w mieście Hechingen.
Wspólnota administracyjna zrzesza jedno miasto i dwie gminy wiejskie:
- Hechingen, miasto, 19 089 mieszkańców, 66,44 km²
- Jungingen, 1 416 mieszkańców, 9,33 km²
- Rangendingen, 5 203 mieszkańców, 21,68 km²